# Tipo 89 I-Go
El Tipo 89 I-Go (八九式中戦車　イ号; Hachikyūshiki chūsensha I-gō, en japonés) fue un tanque medio empleado en combate por el Ejército Imperial Japonés desde 1932 hasta 1942 durante la segunda guerra sino-japonesa y la Segunda Guerra Mundial. El tanque iba armado con un cañón corto de 57 mm para destruir casamatas y fortificaciones de piedra o ladrillo, demostrando su efectividad en las campañas de Manchuria y China, ya que el Ejército Nacional Revolucionario de la República de China  tenía muy pocos tanques o armas antitanque para hacerle frente. Sin embargo, al Tipo 89 le faltaban el blindaje y las armas de los tanques occidentales contemporáneos, porque ya era considerado obsoleto al inicio de la Segunda Guerra Mundial. La denominación "I-Go" proviente de la letra katakana [イ] para "primer" y el kanji [号] para "número". Su denominación es a veces transliterada como "Yi-Go".

## Historia y desarrollo
El Tipo 89 evolucionó a partir del primer proyecto para un tanque ligero japonés, que fue iniciado por el Arsenal de Osaka en 1925. Sin embargo, el creciente peso del prototipo inicial y su baja velocidad no llamaron la atención del Alto Mando del Ejército Imperial Japonés, por lo que fue emitida una nueva solicitud para un tanque más ligero, con un peso de 9 toneladas.
El nuevo diseño estuvo principalmente basado en los tanques Vickers Medium Mark C, de los cuales el Ejército Imperial Japonés había obtenido varios ejemplares en 1927. Hacia abril de 1929, el diseño del nuevo tanque ligero había sido terminado y fue denominado Tipo 89. Más tarde, el Tipo 89 fue reclasificado como "tanque medio" debido al aumento de su peso por encima de 10 toneladas a causa de varias mejoras.
Como el Arsenal de Sagami no tenía capacidad para la producción en masa, se le concedió un contrato a las Industrias Pesadas Mitsubishi, que construyeron una nueva fábrica cerca del Arsenal de Sagami solamente para producir este modelo. La producción del Tipo 89 empezó en 1931, y al poco tiempo pasó a ser el principal tanque del Ejército Imperial Japonés.
Aunque el Tipo 89 era apreciado por el Ejército Imperial Japonés, tenía varios pequeños problemas que debían corregirse, especialmente una hendidura bajo el mantelete de los primeros modelos que permitía el ingreso de balas de fusil en la torreta. Se continuó mejorando al Tipo 89 tras el inicio de la producción, por lo que se desarrollaron diversas variantes.

## Diseño

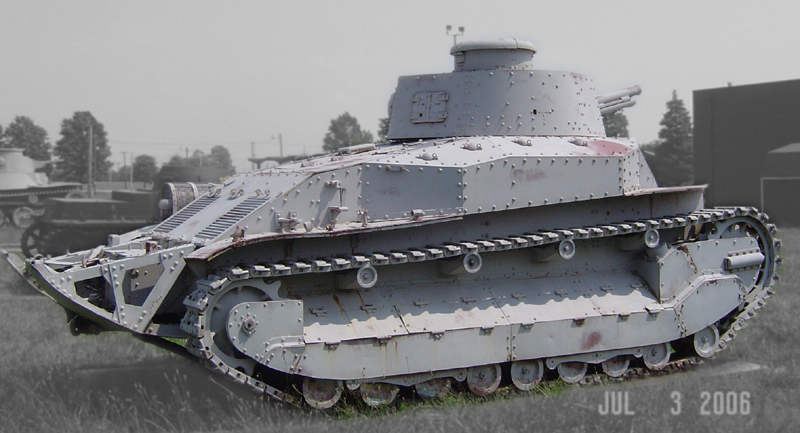
Un tanque medio Tipo 89 "I-Go" expuesto en el Museo de Armas del Ejército Estadounidense.

El Tipo 89 tenía una tripulación de cuatro hombres (comandante/artillero, cargador, chofer y ametralladorista)
El diseño del Tipo 89 era bastante convencional, con una torreta que llevaba el armamento principal (un cañón Tipo 90 de 57 mm) montada en la parte delantera. Este era complementado por dos ametralladoras Tipo 91 calibre 6,5 mm. Una de ellas iba montada en la parte posterior de la torreta, una práctica común en la mayoría de tanques japoneses, mientras que la otra iba montada en la carrocería.
En lugar de emplear blindaje de hierro como en el anterior Tipo 87, los diseñadores prefirieron emplear blindaje de planchas de acero desarrollado por la Compañía Nihon Seikosho (Acerías Japonesas). Este tipo de blindaje era conocido como 'Acero Niseko', a partir de la abreviación de Nihonseikosho.
El Tipo 89 tenía sus ruedas impulsoras situadas en la parte posterior, con 9 bogies montados en parejas a cada lado, teniendo el bogie delantero una suspensión independiente. Cuatro pequeñas ruedas de retorno iban montadas a lo largo de una viga.

## Variantes
- Tipo 89A I-Go Kō (八九式中戦車（甲型）)

El modelo inicial de producción tenía un motor a gasolina y la ametralladora montada en el lado derecho de la carrocería. Este diseño solamente alcanzaba una velocidad de 15,5 km/h y también estaba limitado por las severas condiciones climáticas durante el invierno del norte de China. Fueron producidas un total de 220 unidades.
- Tipo 89B I-Go Otsu (八九式中戦車（乙型）)

A partir del 1934, el Ko fue sobrepasado en producción por el modelo Otsu, equipado con un motor diésel Mitsubishi A6120VD refrigerado por aire y con una potencia de 120 hp. El modelo mejorado tenía una torreta de nuevo diseño, con una cúpula para el comandante, y la ametralladora había sido reubicada en el lado izquierdo de la carrocería. Las múltiples planchas de blindaje frontal fueron reemplazadas por una sola plancha de blindaje inclinada, que ofrecía más protección al chofer. Sin embargo, la principal diferencia entre ambas versiones era el motor diésel Mitsubishi de 6 cilindros refrigerado por aire, el cual tenía varias ventajas, especialmente su reducida vulnerabilidad al fuego y mayor ahorro de combustible. Otro motivo por el cual el Ejército Imperial Japonés prefería los motores diésel se debía al hecho que se puede producir más diésel que gasolina por barril de petróleo. Fueron producidas un total de 189 unidades del modelo Otsu. Cabe mencionar que el Tipo 89B Otsu fue el primer tanque con motor diésel producido en masa del mundo.

## Historial de combate

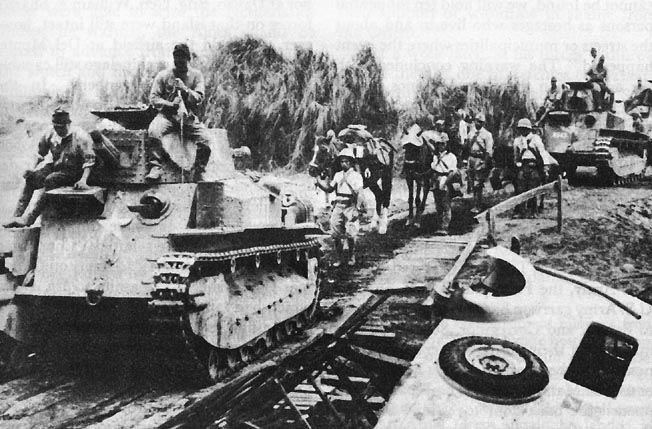
Tanques japoneses avanzando hacia Manila, enero de 1942.

El Tipo 89 fue empleado para apoyar a la infantería en la segunda guerra sino-japonesa. Estuvo presente con las divisiones de infantería japonesas durante el Incidente de Mukden y también durante el Incidente de Shanghái de 1932, como parte de los Marines de la Armada Imperial Japonesa. Su cañón corto de 57 mm era efectivo para destruir nidos de ametralladoras y su blindaje de 17 mm, a pesar de ser delgado, era suficiente para detener proyectiles de armas ligeras. Su relativamente baja velocidad de 25 km/h no resultaba un problema en este tipo de operaciones.
Al año siguiente, el Ejército Imperial Japonés formó su primera fuerza blindada, creando tres regimientos armados con el Tipo 89 I-Go, cada uno formado por dos compañías con diez tanques cada una. Se formaron tres regimientos más en 1934.
Los Tipo 89 fueron ampliamente empleados en varias campañas a través de China después de 1937. También fueron empleados contra el Ejército Rojo en la Batalla de Khalkhin Gol, durante la Guerra Soviético-Japonesa de 1939.
Hacia 1942, el Tipo 89 fue gradualmente retirado de servicio en la primera línea, pero varias unidades fueron empleadas en la Batalla de Filipinas, la Campaña de Malasia y la Campaña de Birmania, así como continuando su empleo en China. También fueron a veces empleados en posiciones defensivas estáticas en las islas de las Indias Orientales Neerlandesas y el Mandato del Pacífico Sur ocupadas por Japón, pero con su débil blindaje y pequeño cañón, no representaban un desafío para los M4 Sherman estadounidenses.

## Unidades equipadas con el Tipo 89 I-Go
- 1.ª Brigada Independiente Mixta
- 3.er Regimiento de Tanques
- 4.º Regimiento de Tanques
- 7.º Regimiento de Tanques
- 2.ª Compañía Independiente de Tanques
- 1.ª Compañía Especial de Tanques
- 1.er Batallón de Tanques
- 2.º Batallón de Tanques
- 5.º Batallón de Tanques
- Compañía Especial de Tanques del Destacamento de Tanques de China
- 7.º Regimiento de Tanques
- 8.ª Compañía Independiente de Tanques
- 9.ª Compañía Independiente de Tanques
- 2.ª División de Tanques

## Ejemplares sobrevivientes
- El Museo de Armas del Ejército Estadounidense de Aberdeen, Maryland (en donde figura como "Tipo 89 Chi-Ro").
- Un tanque medio Tipo 89 I-Go restaurado y funcional en la base del Ejército japonés de Tsuchiura, Ibaraki, Japón.
- Museo de Armas Antiguas Sinbudai, Camp Asaka, Japón.